# Mediteranska prehrana
Mediteranska prehrana je moderen priporočljiv način prehranjevanja, ki je dobil zgled po tradicionalnem vzorcu načina prehranjanjevana nekaterih držav mediteranskega območja.

## Zgodovina
Najbolj splošno razlago mediteranske prehrane je predstavil Dr. Walter Willett iz Harvards University's School of Public Health okoli leta 1990.
Ta razlaga  temelji na tipičnih prehranjevalnih navadah Grčije, Krete in južne Italije iz okoli leta 1960, ter dodaja zmerno fizično aktivnost in poudarja predvsem veliko zelenjave in svežega sadja kot dnevni posladek, olivno olje kot glavni  vir maščob, mlečne izdelke (predvsem sir in mleko), ribe in perutnino v manjših do zmernih količinah, nič do štiri jajca na teden, rdeče meso v manjših količinah in pa pitje rdečega vina v manjših do zmernih količinah. Celotna vsebnost maščob predstavlja  25-35% vseh kalorij, od tega je 8% nasičenih maščobnih kislin. 
Ta prehrana je pogosto navedena kot koristna zaradi manjše vsebnosti nasičenih maščobnih kislin in večjega števila enkrat nenasičenih maščobnih kislin in vlaknin.
Prvič jo je že leta 1945 objavil ameriški zdravnik Ancel Keys, nastanjen v Salernu v Italiji, kljub temu pa ni bila širše razpoznavna do leta 1990. Gre za neke vrste paradoks o splošno znanem pravilnem prehranjevanju, saj ljudje ki živijo na območju Mediterana uživajo relativno velike količine maščob, hkrati pa imajo  mnogo manj pogoste srčno-žilne bolezni v primerjavi z državami s podobno navado uživanja maščob. Podoben fenomen je tudi francoski paradoks, pri katerem pa gre celo za uživanje velikih količin nasičenih maščob.
Ena glavnih razlag za zdravju ugodne učinke mediteranske prehrane je velika uporaba olivnega olja. Za razliko od velikih količin živalskih maščob tipičnih za ameriški način prehranjevanja, olivno olje znižuje nivo holesterola v krvi.  Znano je tudi, da znižuje nivo krvnega sladkorja  in krvni tlak. Raziskave kažejo, da je olivno olje učinkovito pri zdravljenju in preprečevanju želodčnih razjed, in bi lahko imel vlogo pri preventivi rakavih obolenj.
Podobno vlogo naj bi imelo tudi uživanje rdečega vina zaradi vsebnosti flavonoidov, ki imajo močan antioksidativni učinek.

Michael Pollan pravi, da niso pomembna hranila, ki jih vsebuje neobdelana hrana, temveč njihova kombinacija.
Prehranjevalne navade so glavni razlog za zdravje ljudi, ki uživajo mediteransko prehrano.  Poleg tega je pomembna tudi genetika, način življenja (fizično delo) in okolje v katerem živijo.
Zaskrbljujoče je, ali omenjena prehrana vsebuje zadostno količino vseh hranil, še posebno kalcija in železa, kljub temu, da pogosto vsebujejo kozji sir (dober vir kalcija) in zeleno zelenjavo (dober vir kalcija in železa).
Ta prehrana ni tipična za vse mediteranske kuhinje.  Na primer, v severni Italiji uporabljajo svinjsko mast in maslo, olivno olje pa za solatne prelive in kuhano zelenjavo. Po tradiciji se muslimani v severni Afriki izogibajo vinu. Tako v severni Afriki kot v Levantu uporabljajo olivno olje, maščobo iz ovčjega repa in maslo (samna).
Domnevne koristi mediteranske prehrane za zdravje kardiovaskularnega sistema so povezane z naravo; sicer zrcalijo dokaj realno pogostost srčnih bolezni na teh zemljepisnih območjih, vendar je to težko dokazljivo. Olivno olje, kot element prehrane je bil kritiziran, saj prehrana z mononenasičenimi maščobami naj ne bi bila dober ateroprotektiv v primerjavi s prehrano s polinenasičenimi ali celo z nasičenimi maščobami.

Nedavno nastala alternativna hipoteza v zvezi z mediteransko prehrano pravi, da direktno izpostavljanje sončnem ultravijoličnem sevanju povzroča nesorazmernost v zdravju kardiovaskularnega sistema med prebivalci v Sredozemlju in bolj severnih državah.  Predlagan mehanizem je s pomočjo sonca UVB-inducirana sinteza vitamina D v koži, ki je bila opazovana z namenom zmanjšanja pogostosti koronarnih srčnih boleznih. Sinteza se naglo zmanjšuje z naraščajočo zemljepisno širino.

## Medicinske raziskave
Seven Countries Study (raziskava sedmih dežel)  je ugotovila, da imajo prebivalci Krete nenavadno nizko smrtnost zaradi bolezni srca, čeprav uživajo velike količine maščobe. Kretska prehrana je podobna drugi tradicionalni mediteranski prehrani. V glavnem je sestavljena iz olivnega olja, kruha, veliko sadja in zelenjave, rib, velikega števila mlečnih izdelkov in vina.
Lyon Diet Heart Study  je izpostavila Kretsko prehrano, ob tem pa je vzpostavila strokovni pristop. V tej raziskavi so sodelovali ljudje, ki so preživeli prvi srčni infarkt. Med njimi jih je bilo tudi nekaj, ki so nasprotovali da bi maslo zamenjali z olivnim oljem. Namesto tega so uživali margarino osnovano na repičnem olju. Prehrana je vključevala tudi povišanje uživanja sadja bogatega z vitaminom  C in kruha za 20%, ter zmanjšanje uživanja obdelanega in rdečega mesa. Ob tej prehrani se je umrljivost zmanjšala za 70%.  Ta raziskava je bila tako uspešna, da se je etični komite odločil prekiniti raziskavo, zato da so bili rezultati raziskave takoj objavljeni.
Glede na raziskavo objavljeno v British Medical Journal, mediteranska prehrana zagotavlja trajno obvarovanje pred diabetesom tipa 2.  Raziskava je vključevala 13 000 diplomantov Univerze v Navarri v Španiji, ki niso imeli nikoli težav z diabetesom. Diplomanti so bili vključeni v raziskavo od decembra 1999 do novembra 2007. Njihove dnevne prehranjevalne navade in zdravje so stalno preverjali. Udeleženci so na začetki izpolnili 136 postavk dolgo anketo, ki je bila osnovana tako, da je vključila vse segmente prehrane. Anketa je vključevala tudi vprašanja o uporabi maščobe in olja, ter navadah kuhanja. Vsaki dve leti je bila udeležencem poslana nova anketa o prehrani, načinu življenja, dejavnikih tveganja in zdravstvenem stanju. Pojavi diabetesa so bili potrjeni z zdravniškimi poročili. Ugotovili so, da so imeli udeleženci, ki so se strogo držali prehrane zmanjšano tveganje za nastanek diabetesa, tveganje se je zmanjšalo za relativno 83%.
Raziskava objavljena v The New England Journal of Medicine (July 17, 2008) je preučevala vplive prehrane: prehrano z manjšim vnosom ogljikovih hidratov, prehrano z malo maščob in mediteransko prehrano. V raziskavo je bilo vključenih 322 udeležencev in je trajala 2 leti. Prehrana z malo maščobami in mediteranska prehrana je dosegla veliko zmanjšanje telesne teže. Moramo opozoriti, da je bilo v raziskavo vključenih kar 86% moških. Vendar je tudi pri ženskah, ki so sodelovale pri mediteranski prehrani, prišlo do večje izgube telesne teže.
Metaanaliza objavljena v British Medical Journal je pokazala, da strogo upoštevanje mediteranske prehrane zmanjšuje tveganje umrljivosti za rakom in kardiovaskularnimi boleznimi, kot tudi razvojem Parkinsonove in Alzheimerjeve bolezni. V primeru raka in kardiovaskularnih bolezni za 9%. V primeru Parkinsonove in Alzheimerjeve bolezni pa za 13% ob strogem upoštevanju prehrane.